# Cordilura aemula
Cordilura aemula är en tvåvingeart som först beskrevs av Collin 1958.  Cordilura aemula ingår i släktet Cordilura och familjen kolvflugor. Arten är reproducerande i Sverige. Inga underarter finns listade i Catalogue of Life.